# Euchaetes rhadia
Euchaetes rhadia är en fjärilsart som beskrevs av Dyar 1913. Euchaetes rhadia ingår i släktet Euchaetes och familjen björnspinnare. Inga underarter finns listade i Catalogue of Life.